# Thierry de La Brosse
Thierry de La Brosse, né le 5 novembre 1955 à Neuilly-sur-Seine et mort à Paris 13e le 21 mai 2010,, est un homme d'affaires et chef d'entreprises français.

## Biographie
Thierry de La Brosse est le fils Régis Guillet de La Brosse, directeur de société, et de Pascaline Franchomme. Son frère François est publicitaire.
Après avoir suivi sa scolarité à Saint-Louis-de-Gonzague, à Passy-Buzenval, puis à Saint-Jean-de-Passy, il sort diplômé de marketing international de l'Institut européen d'administration des affaires (Insead).
Associé gérant de la Ludéric de 1974 à 1981, il devient directeur général de la société Oval en 1981, puis directeur des relations extérieures du groupe Feldman, Calleux, Associés et Bourgery en 1984.
Entré dans le groupe Cointreau, il en devient successivement directeur de la division Amériques du Nord et Centrale, des relations extérieures de 1985 à 1988, et de la division alimentaire et des opérations hors taxe de 1988 à 1989. 
Il est secrétaire général de la fondation Cointreau pour la création contemporaine de 1985 à 1989, devenant alors directeur général adjoint de G.H. Mumm & Cie.
Directeur général des Laboratoires Éclair et des studios Éclair de 1991 à 1994, il est le président-directeur général de la Société européenne de doublage, de Cinram Europe, de Duplication France et de Vidéo Pouce.
Il préside le Drugstore Publicis de 1999 à 2004 et la Chambre syndicale des studios de cinéma.
Thierry de La Brosse est le vice-président et directeur général de l'Olympique de Marseille (OM) de 2005 à 2008.
Il possède plusieurs restaurants, dont l'Ami Louis et Aux Lyonnais en association avec Alain Ducasse.
Il est également senior partner du fonds Axcel France et administrateur de Viel & Cie.

## Distinctions
Il est fait chevalier de la Légion d'honneur et de l'ordre national du Mérite